# Hill o’ Many Stanes
Der Hill o’ Many Stanes (Scots: Hügel mit vielen Steinen) ist die größte und besterhaltene mehrreihige Steinsetzung in der Grafschaft Caithness im Nordosten Schottlands. Die Reihen kleiner Steine sind etwa 4000 Jahre alt und liegen am Südhang eines kleinen Hügels in Mid Clyth. Etwa 200 Steine in 22 Reihen laufen dabei fächerförmig von Nord nach Süd. In den letzten Jahrhunderten sind einige Steine abhandengekommen, ursprünglich waren es wohl ca. 600 Steine in dieser Anlage. Es wird angenommen, dass die Steinreihen für Zusammenkünfte oder religiöse Zeremonien verwendet wurden. Sie könnten auch einen Sonnen- oder Mondkalender darstellen.